# Sasovo
Sasovo è una cittadina della Russia europea centrale (Oblast' di Rjazan'), situata nella pianura della Meščëra, sul fiume Cna, 184 chilometri a sudest del capoluogo; è capoluogo del distretto omonimo.
Fondata nel 1642, ottenne lo status di città nel 1926.

## Società

### Evoluzione demografica
Fonte: mojgorod.ru
- 1894: 6.500
- 1926: 11.000
- 1959: 20.700
- 1970: 27.200
- 1989: 35.900
- 2002: 30.736
- 2006: 29.600

## Istruzione
All'aeroporto cittadino si basa l'Istituto Tecnico di Aviazione Civile di Sasovo in nome dell'Eroe dell'Unione Sovietica Taran GA (in russo: Сасовское имени Героя Советского Союза Тарана Г.А. летное училище гражданской авиации), una filiale dell'Istituto Superiore dell'Aviazione Civile di Ul'janovsk. L'Istituto Tecnico di Aviazione Civile di Sasovo attualmente effettua la preparazione dei piloti dell'aviazione civile.